# لوکاس گونزالس (بازیکن فوتبال، زاده ۱۹۹۷)
لوکاس گونزالس (انگلیسی: Lucas González؛ زادهٔ ۲۵ ژوئیهٔ ۱۹۹۷) بازیکن فوتبال اهل آرژانتین است.